# Dihidrotimin
Dihidrotimin je intermedijer u metabolizmu timina.